# Ecce-homo-Säule

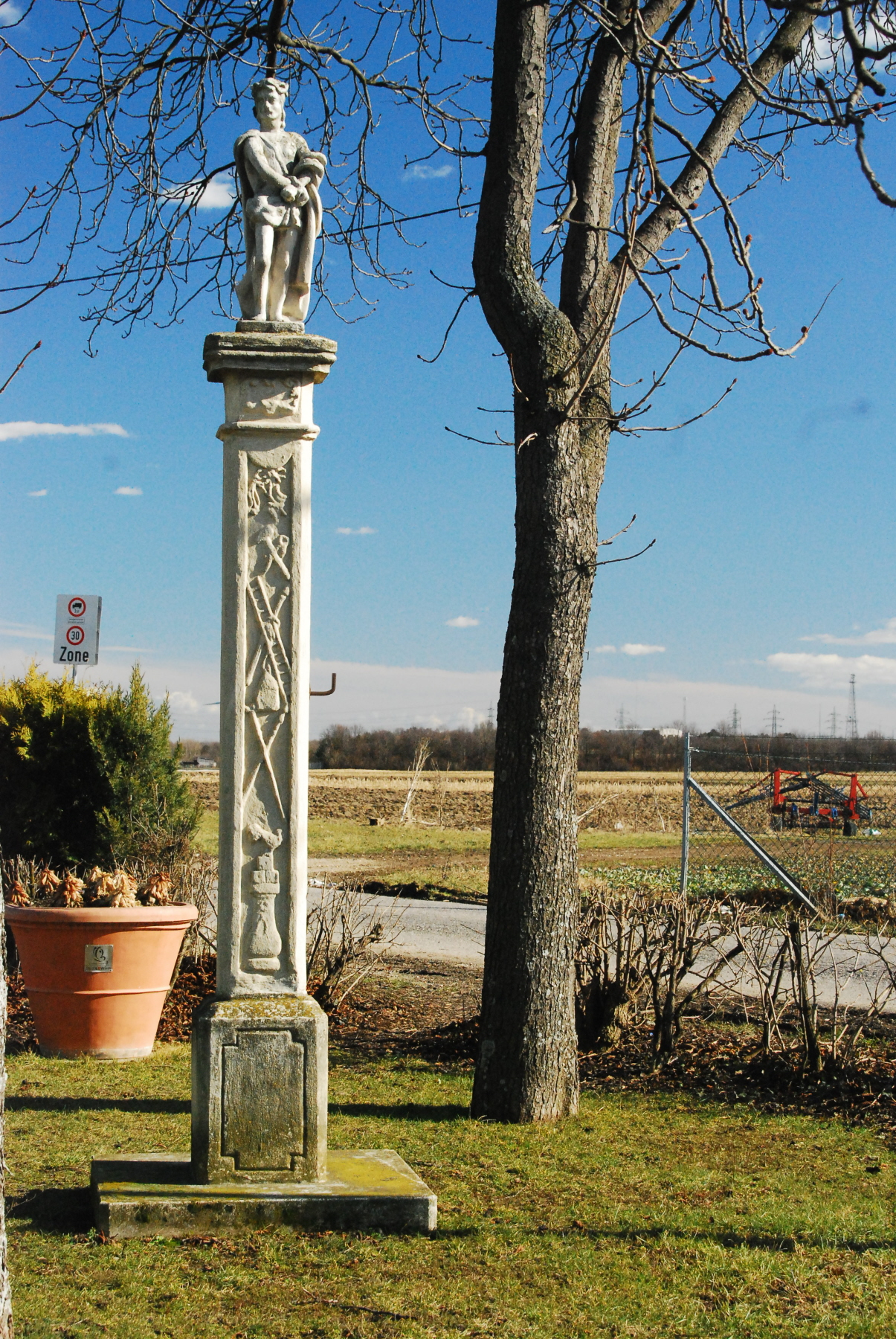
Ecce Homo

Die Ecce-homo-Säule in der Leopoldsdorfer Straße/Ecke Scheunenstraße im 10. Wiener Gemeindebezirk Favoriten, Bezirksteil Oberlaa, ist eine Darstellung Jesu Christi als Schmerzensmann.

## Geschichte und Beschreibung
Diese Ecce-homo-Säule ließ der Oberlaaer Bürger Simon Knabl Mitte des 19. Jahrhunderts zur Erinnerung an seine ermordete Ehefrau errichten. Er hatte sie, von der Frühmesse heimkommend, mit durchschnittenem Hals tot aufgefunden. Der Mord konnte nie aufgeklärt werden.
Die Ecce-homo-Säule ist eine Steinsäule. Sie besteht aus einem Pfeiler mit Sockel mit quadratischem Grundriss und abgefasten Kanten. An der Vorderseite sind die Leidenswerkzeuge Christi als Relief abgebildet (Arma Christi: Leiter, Hammer, Schwamm, Lanze). Auf dem Pfeiler steht die Skulptur Jesus Christus als Schmerzensmann. Ursprünglich blickte die Statue nach Norden. Nach der Errichtung eines angrenzenden Hauses wurde sie gedreht, so dass sie nun nach Westen zur Leopoldsdorfer Straße blickt. Eine unkundige Übertünchung konnte trotz der Renovierung durch das Bundesdenkmalamt im Jahre 1970 nicht gänzlich entfernt werden.
Die Steinsäule ist eine der wenigen ihrer Art in Wien und steht mit den sie umgebenden vier Rosskastanien und der Grünfläche als Baumgruppe samt Freiplastik als Wiener Naturdenkmal Nummer 751 unter Schutz.